# Nicodemo Trincadini
Nicodemo Trincadini, conosciuto come Nicodemo da Pontremoli (Pontremoli, 1411 – Milano, 1481), è stato un diplomatico, politico, nobile e scrittore italiano.

## Biografia
Nicodemo Trincadini nacque a Pontremoli nel 1413 da Giovanni Trincadini e Giovanna Fondeva. Grazie alla sua formazione umanistica e alle sue capacità diplomatiche, entrò al servizio di Francesco Sforza, duca di Milano, per il quale svolse diverse missioni diplomatiche, tra cui incarichi presso Cosimo de' Medici a Firenze.
Per il suo impegno politico e culturale, ottenne vari riconoscimenti: fu nominato scudiero d'onore da papa Niccolò V, Conte Palatino dall'imperatore Federico III e Conte del Sacro Palazzo Lateranense da papa Pio II.

## Attività culturale
Oltre alla sua carriera diplomatica, Trincadini si dedicò agli studi umanistici e alla lessicografia. Tra i suoi lavori più importanti si annovera la compilazione di un dizionario bilingue italiano-latino contenente 6.278 voci, una delle prime opere lessicografiche del periodo rinascimentale.

## Eredità
La sua residenza a Pontremoli, nota come Casa-Torre Trincadini, è ancora visibile oggi, sebbene incorporata in un edificio settecentesco. Morì a Milano nel 1481 a causa di una febbre quartana.